# 大人は判ってくれない (テレビドラマ)
『大人は判ってくれない』（おとなはわかってくれない）は、1992年1月16日から3月19日まで毎週木曜日20:00 - 20:54に、フジテレビ系「木曜20時枠」で放送されたオムニバス形式のテレビドラマ。

## 概要
『世にも奇妙な物語』の新シリーズまでの充電期間用の企画として制作された。ストーリーテラーには伊武雅刀が起用された。
『世にも奇妙な物語』がよく扱うようなホラーやコメディといったジャンルだけでなく、ハートウォーミング物も扱い、毎週2話放送する形式を取っている。当時の『世にも奇妙な物語』では時間が短すぎて失敗に終わったエピソードが多いという『世にも奇妙な物語』の制作スタッフによる意見を反映し、この番組では2話構成にしている。
当初の番組タイトルは「ライオンは寝ている」で第1回放送の数週間前までこのタイトルでテレビ情報誌等で紹介されていたが、放送直前に現行のタイトルに変更された。

## 放送各話

### 第1回
1992年1月16日放送 （制作：共同テレビ）
「だから「走れメロス」は恥ずかしい」
- キャスト
  - 中井貴一、斉藤暁、山崎大輔、郷田ほづみ、大久保了、DEE JAY JACKSON

- スタッフ
  - 原作 - 景山民夫（『ONE FINE MESS 世間はスラップスティック』）
  - 脚本 - 笠原邦暁
  - 演出 - 鈴木雅之

「運のない男」
- キャスト
  - 柳葉敏郎、熊谷真実、村田雄浩、磯部弘、あめくみちこ

- スタッフ
  - 脚本 - 寺田敏雄
  - 演出 - 小椋久雄

### 第2回
1992年1月23日放送 （制作：共同テレビ）
「最後のドラマ」
- キャスト
  - フランキー堺、渡辺典子、マキノ佐代子

- スタッフ
  - 脚本 - 友澤晃
  - 演出 - 松田秀知

「Goodbye,DJ」
- キャスト
  - KEVIN HAYES（ケビン・ハイス）、KEVIN MUNSIE、DENVER LOW（デンバー・ロー）、JOSH EPSTEIN

- スタッフ
  - 脚本 - 斉藤猛
  - 演出 - 星護

### 第3回
1992年1月30日放送 （制作：にっかつ撮影所）
「花束」
- キャスト
  - 岸本加世子、石丸謙二郎、上田耕一、金久美子、日野由利加

- スタッフ
  - 原案 - 北川悦吏子
  - 脚本 - 野依美幸
  - 監督 - 原隆仁

「ゴーストライター」
- キャスト
  - 益岡徹、佐藤慶、野田実香

- スタッフ
  - 脚本 - 両沢和幸
  - 監督 - 金澤克次

### 第4回
1992年2月6日放送 （制作：共同テレビ）
「継なぐ男」
- キャスト
  - 永島敏行、野村真美、安田伸、北見敏之、今井里美

- スタッフ
  - 脚本 - 吉田秀穂
  - 演出 - 松田秀知
  - 衣裳協力 - 近鉄バファローズ

「神様の前でついた嘘」
- キャスト
  - 松雪泰子、斉藤隆治、大森嘉之、小栗香織、三野輪有紀

- スタッフ
  - 原作 - 川西蘭（『神様の前でついた嘘』）
  - 脚本 - 吉田紀子
  - 演出 - 河野圭太

### 第5回
1992年2月13日放送 （制作：セントラル・アーツ）
「あいつがヒーロー」
- キャスト
  - 鶴見辰吾、羽賀研二、原田大二郎、井田州彦、渋谷哲平、沖田浩之、大久保了

- スタッフ
  - 原作 - 吉森みき男（『あいつがヒーロー』）
  - 脚本 - 武上純希
  - 監督 - 辻理

「タクシー」
- キャスト
  - 石黒賢、早見優、綾田俊樹、北岡夢子

- スタッフ
  - 脚本 - 林誠人
  - 監督 - 大井利夫

### 第6回
1992年2月20日放送 （制作：共同テレビ）
「きっとひとりで歩いていける」
- キャスト
  - 山崎裕太、長谷川初範、水木薫、可愛かずみ、大島蓉子

- スタッフ
  - 脚本 - 君塚良一
  - 演出 - 落合正幸

「素晴らしき日曜日」
- キャスト
  - 宮下直紀、篠原涼子、鼓太郎、日埜洋人、熊谷俊哉、西村知道

- スタッフ
  - 脚本 - 中園ミホ
  - 演出 - 星護

### 第7回
1992年2月27日放送 （制作：フジテレビ）
「自動車泥棒」
- キャスト
  - 大鶴義丹、金山一彦、左とん平、大河内浩、中村ひとみ

- スタッフ
  - 脚本 - 大川俊道
  - 演出 - 木村達昭

「1992年のバタフライ」
- キャスト
  - 稲垣吾郎、つみきみほ、山本太郎

- スタッフ
  - 脚本 - 坂元裕二
  - 演出 - 石坂理江子

### 第8回
1992年3月5日放送 （制作：にっかつ撮影所）
「ダブル・イーグル」
- キャスト
  - 神田正輝、余貴美子、丹波義隆

- スタッフ
  - 原作 - 国友やすゆき（『企画アリ』より）
  - 脚本 - 両沢和幸
  - 監督 - 辻野正人

「ランナー」
- キャスト
  - 長塚京三、米山善吉、小沢一義、中真千子

- スタッフ
  - 原案 - 小中和文
  - 脚本 - 江頭美智留
  - 監督 - 金澤克次

### 第9回
1992年3月12日放送 （制作：共同テレビ）
「THE HITCH-HIKER」
- キャスト
  - ANDREW HARRIS（アンドリュー・ハリス）、STEPHEN LEIGH、ARTHER BRIGG

- スタッフ
  - 原作 - ロアルド・ダール（『王女マメーリア』より）
  - 脚本 - 斉藤猛
  - 演出 - 星護

「サリンジャーの少女」
- キャスト
  - 勝村政信、菊地彩美、前田夏菜子、松熊信義、高橋守、内野真理子

- スタッフ
  - 原作 - 吉田雄生（『サリンジャーの少女へ』）
  - 脚本 - 吉田紀子
  - 演出 - 鈴木雅之

### 第10回
1992年3月19日放送
「うそつき」
- キャスト
  - 白島靖代、河合美智子、宝田絢子、青木秋美

- スタッフ
  - 脚本 - 江頭美智留
  - 監督 - 辻野正人

「二人の紳士」
- キャスト
  - 平田満、久米明、落合ひとみ

- スタッフ
  - 原作 - O・ヘンリー（『感謝祭の二人の紳士』より）
  - 脚本 - 野依美幸
  - 監督 - 川崎善広

## スタッフ
- 企画 - 遠藤龍之介・小川晋一・石原隆（フジテレビ）
- プロデューサー - 酒井彰・関本広文（フジテレビ）／塩沢浩二・大森美孝・岩田祐二（共同テレビ）／両沢和幸・北島和久（日活）／日笠淳・手塚治・金丸哲也（東映）
- シリーズ構成 - 戸田山雅司
- タイトル - 岩崎光明
- 音楽 - 久石譲
- オープニングテーマ - 久石譲「君だけを見ていた」（東芝EMI）
- エンディングテーマ - 久石譲「Tango X.T.C.」（東芝EMI）
- 制作 - フジテレビ、共同テレビ、にっかつ撮影所、セントラル・アーツ（東映）